# Keolis
Keolis je mezinárodní společnost provozující jak železniční, tak silniční veřejnou dopravu. Firma je ve vlastnictví společnosti SNCF (56,7%), dále AXA spolu s Caisse de depot et de placement du Québec (40,8%), zbytek vlastní vedení společnosti (2,5%).
Společnost působí ve 13 zemích. V roce 2009 přepravila kolem 2 miliard cestujících.